# Vladimir Igorevič Arnol'd
Vladimir Igorevič Arnol'd (in russo Влади́мир И́горевич Арно́льд?; Odessa, 12 giugno 1937 – Parigi, 3 giugno 2010) è stato un matematico russo.
La sua notorietà è dovuta soprattutto al teorema di Kolmogorov-Arnol'd-Moser (teorema KAM) sulla stabilità di sistemi Hamiltoniani integrabili. Nondimeno, ha contribuito in numerosi settori scientifici, tra cui la teoria dei sistemi dinamici, teoria delle catastrofi, topologia, geometria algebrica, meccanica classica e teoria delle singolarità, nell'arco di una carriera durata oltre 45 anni dal suo primo grande risultato, la soluzione del tredicesimo problema di Hilbert nel 1957, ottenuta a soli 19 anni.

## Biografia
Giovanissimo allievo di Andrej Kolmogorov all'Università statale di Mosca, nel 1957, appena diciannovenne, ha dimostrato che ogni funzione continua di più variabili può essere costruita con la composizione di un numero finito di funzioni di due variabili, risolvendo, perciò, il tredicesimo problemi di Hilbert.
Dopo la laurea presso lo stesso ateneo nel 1959, vi ha ottenuto l'impiego come docente dal 1965 al 1986. In seguito si è trasferito all'Istituto Matematico Steklov. È diventato ben presto accademico dell'Accademia delle Scienze dell'URSS (divenuta poi, dal 1991, Accademia russa delle scienze). È stato proprio Arnol'd a dare inizio alla teoria della geometria simplettica come disciplina a sé stante.
La congettura di Arnol'd sul numero di punti fissi nei simplettomorfismi hamiltoniani e le intersezioni lagrangiane è stata anche uno dei principali motivi per lo sviluppo dell'omologia dei Floer.
Arnol'd è noto anche per il suo stile espositivo preciso (che combinava opportunamente il rigore matematico all'intuizione fisica) e l'approccio didattico particolarmente semplice e discorsivo. I suoi scritti presentano un approccio limpido, spesso geometrico, ai classici problemi della matematica come le equazioni differenziali ordinarie. In questo senso i suoi scritti hanno migliorato significativamente lo sviluppo di nuovi settori della matematica.
Tuttavia le sue pubblicazioni sono state criticate poiché offrivano descrizioni volte a dare una interpretazione per lo più intuitiva della teoria, senza approfondire sufficientemente le modalità necessarie alla dimostrazione di taluni concetti.
Arnol'd ha mosso pesanti critiche nei confronti della tendenza dei matematici di metà '900 verso un'esasperata astrazione. Ha manifestato in maniera marcata la sua opposizione a questo approccio (che fu impiegato, come noto, dalla scuola di Nicolas Bourbaki), per gli impatti negativi sull'istruzione matematica in Francia (patria del bourbakismo), come in altre nazioni.
Arnol'd è morto di peritonite a Parigi il 3 giugno 2010, all'età di 72 anni.